# Аргентина во Второй мировой войне
История Аргентины во время Второй мировой войны — сложный и противоречивый период аргентинской истории с момента начала войны в Европе и до капитуляции Японии. Аргентина, бывшая тесным торговым партнёром Германии, после начала войны объявила о нейтралитете. С одной стороны, в аргентинской экономике традиционно были сильны позиции Британии, с другой — всё увеличивающееся немецкое население способствовало тесным контактам Буэнос-Айреса с Берлином, а нерешённый вопрос по Фолклендским островам местные националисты использовали для пропаганды Германии. Немецкая община Аргентины была одной из крупнейших в Южной Америке. Под сильным давлением США, а также предвидя скорое поражение стран Оси, 27 марта 1945 года Аргентина одной из последних объявила войну Германии и Японии. Непосредственно в боевых действиях страна не участвовала, но аргентинские добровольцы воевали по обе стороны фронта.

## Предыстория
В Первой мировой войне Аргентина придерживалась нейтралитета, торгуя с обеими воюющими сторонами. Вооружённые силы страны были относительно слабы, а флот находился в процессе обновления. Президенты, консерватор Викторино де ла Плаза и радикал Иполито Иригойен, удержали Аргентину от вступления в войну. Этот период в истории страны ознаменовался ростом экономики и развитием культуры и науки. Аргентина стала одним из крупнейших центров иммиграции американского континента. Среди прибывших из Германии были военные, бывшие участники Первой мировой войны. Аргентинский генералитет восхищался прусской моделью армии, что сказалось на строительстве вооружённых сил. Так, в 1939 году 17 из 34 аргентинских генералов имели опыт службы в германской армии. Оружие было немецким, амуниция базировалась по образцу формы вермахта. В стране находились военные инструктора из Германии.
Мировой экономический кризис 1929-1930 годов сказался и на Аргентине. Страна вступила в период, известный в истории Аргентины как «Бесславное десятилетие». Выросла безработица, участились забастовки. Всё это, а также приход харизматичного Гитлера к власти в Германии, способствовало нарастанию националистических настроений в стране, а мятеж франкистов в Испании — фалангизма. В городах Кордова и Буэнос-Айрес появились организации фашистско-клерикального толка, такие как Национальная фашистская партия, Аргентинская фашистская партия, Национальный фашистский союз и др. Лидеры местных националистов — Нимио де Анкин, Хуан Карлос Гойенече, Мануэль Гальвес и другие, не имели особого политического веса в стране. Движение не было единым, партии не смогли объединиться в единую, более крупную, массовую, а политические амбиции их лидеров не способствовали этому. В то же время, в Аргентине были сильны позиции рабочего класса, проживало множество европейских иммигрантов-социалистов. Компартия была одной из старейших и крупнейших в регионе.
Противоречия были не только в политике. К примеру, если аргентинские военные были сторонниками стран Оси, то союзников, особенно Британию (1/3 всего импорта и 20 % экспорта), куда поступала львиная доля продукции аграрного сектора, поддерживали олигархи, опасавшиеся за свои экономические интересы. Это, а также выжидательная политика аргентинских правящих кругов привели к тому, что Буэнос-Айрес не вступил в войну на стороне стран Оси. В то же время, даже армейская верхушка считала нейтралитет наиболее приемлемым вариантом для страны. Лишь небольшая часть офицеров поддерживала Адольфа Гитлера.
В 1938 году правительством Аргентины была выпущена Директива (циркуляр) № 11 об ограничении въезда в страну европейских беженцев-евреев, бежавших от преследования Третьего рейха. Выражая таким образом антисемитизм, Буэнос-Айрес следовал в фарватере проводимой Берлином политики.

### Экономика
На начало Второй мировой войны Аргентина являлась одним из крупнейших производителей сельскохозяйственной продукции и крупнейшим экспортёром Южной Америки. По производству пшеницы страна занимала пятое место в мире, по поставкам кожсырья и шерсти на мировой рынок — одним из лидеров, по поголовью скота — одной из первых. Основным закупщиком аргентинской аграрной продукции была Великобритания. Так, туда поставлялось до 85 % аргентинского мяса, что ставило Буэнос-Айрес в сильную экономическую зависимость от Лондона. В 1933 между странами был подписан пакт Рока — Ренсимена о сотрудничестве, продлённый в 1936.
Позиции Германии в Аргентине были не столь сильны, хотя и значительны. Понимая, что вытеснить англичан из основных отраслей экономики не удастся, немцы пошли другим путём. Инвестиции пошли в первую очередь в авиакомпании, строительство аэродромов и в другие хозяйственные объекты, имеющие стратегическое назначение.
Сокращение импорта промышленных товаров и сырья привело к развитию производства их на территории страны. Значительное развитие получило производство холодильников, обуви, радиоаппаратуры, электропринадлежностей и прочих товаров широкого потребления. Интенсивными темпами начала развиваться добывающая промышленность. Сокращение ввоза угля из Англии поставило страну на грань энергетического кризиса. Частично это было решено импортом топлива из Бразилии, Чили и ЮАР. Усилилась эксплуатация угольного месторождения Рио-Турбио на юге Патагонии, для чего пришлось построить железнодорожную ветку от атлантического порта Рио-Гальегос. Распределение угля было строго нормировано.

### Вооружённые силы страны
На начало Второй мировой войны вооружённые силы Аргентины по численности (66 тысяч человек) были вторыми в Южной Америке, флот — крупнейшим. Однако состояние военной техники сухопутных войск оставляло желать лучшего, в отличие от флота и авиации. Так, кроме 12 английских малых танков Model 1934 производства «Виккерс», в аргентинской армии не было другой бронетанковой техники, не считая броневиков «Кроссли». Переговоры о покупке 160 лёгких танков TNHP были прерваны оккупацией Чехословакии Германией. Страны Оси, в условиях войны испытывавшие дефицит вооружения, не могли поставлять Аргентине бронетехнику. Эмбарго на поставки Буэнос-Айресу оружия, введённое странами антигитлеровской коалиции, только усугубило ситуацию.
Дефицит военной техники аргентинцы попытались компенсировать собственными изобретениями. Так, инженером Альфредо Баизи были разработаны средний танк «Науэль» и бронетрактор «Якаре́». В государственном учреждении DGME начали разработку автомобиля повышенной проходимости «Ньянду́». Авиастроение было относительно развито ещё до начала Второй мировой войны. На предприятиях FMA, IMPA и др. строили как лицензионные, так и собственные разработки — учебные (FMA I.Ae. 22 DL, IMPA Tu-Sa), разведывательные самолёты, лёгкие бомбардировщики «Бомби». На верфях страны началась постройка корветов и фрегатов. На заводах «Фрай Луис Бельтран» (DGFM), «Доминго Матеу», HAFDASA и «Алькон» велось производство стрелкового оружия, часть которого экспортировалась. К примеру, пистолет «Баллестер-Молина» использовался подразделениями коммандос Великобритании.
К этому времени Соединённые Штаты, после долгих попыток склонить Буэнос-Айрес на свою сторону, начали рассматривать вариант вторжения бразильских войск в Аргентину. США поставляли Рио-де-Жанейро по ленд-лизу танки, самолёты, корабли и прочую военную технику. Бразильский посол в Вашингтоне указал, что Буэнос-Айрес мог быть полностью разбомблен бразильскими ВВС. Американо-аргентинские и бразильско-аргентинские отношения ещё до войны не были безоблачными.

## Начало войны. Нейтралитет
С началом боевых действий в Европе, 4 сентября, Аргентина объявила о нейтралитете. Правящий президент — Роберто Мария Ортис, пришедший к власти путём подтасовки голосов на выборах, был сторонником антигитлеровской коалиции, но из-за оппозиции в армии не прерывал отношения со странами Оси. Однако блокировавший порты стран Оси англо-американский флот свёл на нет торговлю Аргентины с Европой. На складах начали скапливаться огромные запасы сельскохозяйственной продукции. Нарушилась торгово-экономическая жизнь в стране. Если до войны в порт столицы ежедневно заходило до 150 торговых судов, то уже в первые месяцы боевых действий эта цифра снизилась до 26 в неделю. В этих условиях Буэнос-Айрес начал ориентироваться на Вашингтон и Лондон. Кроме того, в течение 1939—1940 годов были заключены договоры со странами латиноамериканского региона, а также с Данией и Японией. Так, если в 1939 на долю латиноамериканских стран приходился 21 % экспорта и 32 % импорта, то уже в 1945 эти показатели составляли 49 % и 61 % соответственно.
Некоторому улучшению экономики способствовали нейтральная (до 1940) Италия, франкистская Испания, а также Португалия, ставшие реэкспортёрами в торговообороте Аргентины и Германии. После Перл-Харбора, когда открытая торговля с Японией стала объектом нападок со стороны стран антигитлеровской коалиции, суда с аргентинской продукцией стали направляться в португальскую колонию Макао.
13 декабря 1939 года у берегов Аргентины, в заливе Ла-Плата, состоялось первое крупное морское сражение Второй мировой войны — бой немецкого тяжёлого крейсера «Адмирал граф Шпее» с британскими кораблями. После тяжёлого сражения, в котором английские корабли получили повреждения, карманный линкор ушёл в Монтевидео, а 17 декабря корабль, по личному приказу Гитлера, был взорван и затоплен в нейтральных водах с координатами 34°58′25″ ю. ш. 56°18′01″ з. д.. Экипаж во главе с командиром Гансом Лангсдорфом интернировался в Буэнос-Айресе, где 20 декабря Лангсдорф застрелился.
В 1940 году президент Ортис тяжело заболел, и главой государства де-факто стал вице-президент Рамон Кастильо. После Перл-Харбора Кастильо ввёл в стране осадное положение, сохранявшееся до конца войны. Историк британских спецслужб Е. Х. Кукридж утверждал в своей книге, что читал доклады Государственного департамента США о перехваченных сообщениях Кастильо в адрес Гитлера с просьбой прислать оружие и самолёты для вступления Аргентины в войну против США и Великобритании.
В январе 1942 в Рио-де-Жанейро состоялось совещание министров иностранных дел американских государств. Оно рекомендовало разорвать отношения со странами нацистского блока и прекратить все торговые связи с ними. Несмотря на давление США, Аргентина, при поддержке британцев, отказалась выполнять эту рекомендацию. В июне 1942, Ортис ушёл в отставку по болезни и умер месяц спустя.
Аргентинские добровольцы участвовали в боевых действиях по обе стороны фронта. Наиболее известными из воевавших за антигитлеровскую коалицию были Морин Данлоп (англ. Maureen Dunlop) и Кеннет Чарни (англ. Kenneth Charney). Морин, уроженка Кильмеса, служила во вспомогательных лётных частях ATA (англ. Air Transport Auxiliary) — перегоняла самолёты к местам боевых действий. Стала широко известна благодаря фотографии, её у самолёта Fairey Barracuda, опубликованной в журнале Picture Post. После войны вернулась в Аргентину. Кеннет Чарни, также уроженец Кильмеса, за бои в небе над Мальтой получил прозвище «Чёрный рыцарь Мальты». На его счету 18 побед.
Ещё до официального вступления в войну около 600 аргентинских добровольцев, главным образом англо-аргентинского происхождения, присоединились к британским и канадским ВВС. Из их числа была сформирована в королевских ВВС 164-я эскадрилья. В 1944 это подразделение участвовало в операции по высадке союзников в Нормандии. В дальнейшем, в составе 21-й армейской группы участвовало в боях на севере Франции и в Бельгии.
Из числа выходцев из Аргентины, участвовавших в войне на стороне стран Оси, наиболее известны — Рихард Дарре, Карлос Фульднер, Эрих Дарре, занимавшие высокие посты в Третьем рейхе. В Вишистской Франции проживал журналист Шарль Леска. Корветтен-капитан Хайнц Шерингер (нем. Heinz Scheringer), уроженец Буэнос-Айреса, командовал субмаринами U-10, U-13 и U-26. Радист известной подводной лодки U-534, также был аргентинцем.
Несмотря на дружественную позицию Буэнос-Айреса по отношению к странам Оси, между ними всё же случилось несколько инцидентов.
- 27 мая 1940 года U-37 потопила грузовое судно «Уругвай», шедшее из Росарио в порт Лимерик нейтральной Ирландии с грузом маиса. U-37 всплыла и, остановив «Уругвай», изучила бумаги, после чего судно было затоплено в районе с координатами 43°40′ с. ш. 12°16′ з. д.HGЯO с помощью подрывных зарядов. 28 членов экипажа были брошены в море в шлюпках. 15 человек погибло и 13 выжило[33].

- 18 апреля 1942 во время своего 6-го похода подводная лодка U-201 кригсмарине торпедировала у берегов Северной Америки в районе с координатами 36°41′ с. ш. 68°48′ з. д.HGЯO аргентинский танкер «Виктория». Судно осталось на плаву и было отбуксировано в Нью-Йорк[34][35].
- 22 июня 1942 в 190 км от Нью-Йорка в районе с координатами 39°15′ с. ш. 72°32′ з. д.HGЯO субмариной U-202 было потоплено судно «Рио-Терсеро». Из 42 членов экипажа погибло 5 человек[36][37].

## Разрыв отношений со странами Оси. Пассивное участие
26 января 1944 правительство Аргентины под сильным международным давлением было вынуждено разорвать отношения со странами Оси. Официальным поводом к разрыву послужило обнаружение в стране разветвлённой сети немецкой разведки. Её вскрытию способствовали не только действия аргентинской полиции, но и разведслужбы США и Британии.
В 1944-45 гг. США, Великобритания и почти все латиноамериканские государства отозвали из Буэнос-Айреса своих послов. Находясь в условиях международной изоляции, в самом конце войны правительство в Каса-Росада вынуждено было изменить внешнеполитический курс и 27 марта 1945 страна объявила войну Германии и Японии. Несмотря на это, Аргентина так и не послала на фронт ни одного солдата, хотя и отправляла весной-летом 1945 свои крейсера «Альмиранте Браун» и «Вейнтисинко де Майо» и другие корабли на поиск немецких подводных лодок, остававшихся в Южной Атлантике после капитуляции Берлина.
После поражения Третьего рейха в Аргентину прибыли и были интернированы две подводные лодки Кригсмарине — 10 июля U-530, а 17 августа — U-977.

## После войны
Ещё до капитуляции Германии началась проработка планов по бегству немецких военных и политических деятелей в страны, лояльно относившиеся к режиму Гитлера. В первую очередь это касалось Аргентины. Кардинал Антонио Каджиано и офицер СС Карлос Фульднер, а в дальнейшем и сам Хуан Перон, во многом способствовали этим планам. Системы маршрутов бегства нацистов и фашистов из Европы в конце Второй мировой войны, получили среди американских спецслужб название «крысиные тропы». Нацисты переправлялись в Аргентину путём получения паспорта в Римском офисе Красного Креста; затем в них ставилась аргентинская туристическая виза (требование справки о здоровье и наличие обратного билета было отменено по рекомендации Каджиано). Таким образом, в стране оказались Эмиль Девуатин, Курт Танк, Реймар Хортен, Адольф Эйхманн, Йозеф Менгеле и многие другие.

## Галерея
- Аргентинские националисты
- Заголовок газеты о Революции 1943 года
- Бомбардировщики Ae. MB.2 Bombi в небе над Аргентиной
- 9 марта 1945 года: смена власти в Аргентине. Новый президент генерал Эдельмиро Фаррель (слева) и полковник Хуан Перон
- Интернированная U-530 в порту Мар-дель-Плата. 1945
- Интернированная U-977 в порту Мар-дель-Плата. 1945
- Лидер кордовских фашистов — Нимио де Анкин
- Агенты Национальной жандармерии Аргентины следят за порядком в стране. 1940-е

## Комментарии
1. ↑  Рио-де-Жанейро был столицей Бразилии с 1822 по 1960 год
2. ↑  Стремясь ослабить вмешательство США во внутренние дела Латинской Америки, министр иностранных дел Аргентины Карлос Сааведра Ламас в 1932 году разработал проект антивоенного пакта, получившего впоследствии его имя и подписанного на VII Панамериканской конференции в 1933 году